# Гаделия, Лука Зурабович
Лука Зурабович Гаделия (15 июля 1985, Санкт-Петербург) — органист, солист Абхазской государственной филармонии имени Р. Гумба.
Заслуженный артист Республики Абхазия (2017).

## Биография
Лука Гаделия родился в 1985 году в Ленинграде.

### Обучение
Музыкой стал заниматься в Абхазии, в 13-летнем возрасте, под руководством С. П. Завилейской (фортепиано).
В 2000–2004 Получил образование в Сухумском музыкальном училище имени А. Ч. Чичба. Получил квалификацию «преподаватель-концертмейстер по классу фортепиано».
В 2004–2010 окончил Российскую академию музыки им. Гнесиных; квалификация: «фортепиано и орган», специализация: «орган» (класс органа профессора Александра Фисейского), ассистентуре-стажировке и аспирантуре Московской государственной консерватории имени П. И. Чайковского (класс органа Алексея Шмитова, научный руководитель Евгения Кривицкая).
Во время учебы принимал участие в мастер-классах известных органистов: Оливье Латри (Франция), Ги Бове (Швейцария), Людгера Ломана, Вольфганга Церера (Германия), Кристофера Стембриджа (Великобритания), Бена ван Остена (Нидерланды), Ханс-Олы Эриксона (Швеция), Кэмерона Карпентера (США) и других.
В 2008 прошёл стажировку в Летней органной академии в г. Харлем (Нидерланды).
С 2011 – аспирант Московской  государственной консерватории им. П. И. Чайковского.

### Концертная деятельность
С 2005 года – солист-органист Государственного концертного зала Пицундского храма (Абхазия). Выступает с сольными концертами, участвует в фестивалях и программах Государственной хоровой капеллы Республики Абхазия и Государственного камерного оркестра Республики Абхазия.
В 2010–2015 годах участвовал в совместном проекте Министерства культуры России и Министерства культуры Абхазии «Культурные сезоны Россия – Абхазия», в рамках которого выступал во многих городах России (Иркутск, Красноярск, Томск, Казань, Набережные Челны, Архангельск, Сочи, Ярославль).
С 2012 года – солист Абхазской государственной филармонии имени Р. Гумба.

## Репертуар
Исполняет   мировые рок-хиты:  Deep Purple, Queen, Status Quo и других известных групп.

## Гастроли
С 2010 – постоянный участник совместного проекта Минкультуры России и Минкультуры Абх.: «Культурный сезон «Россия – Абхазия».
Выступал с концертами в гг. Москве, Волгоград, Киров, СПб., Сочи, Набережные Челны, Красноярск, Иркутск, Томск, Днепропетровск, Харьков, Белая Церковь, Рига, Астана, а также в ряде стран дальнего зарубежья.
В 2020 в период карантина примет онлайн- участие в ежегодном фестивале “Национальная коллекция” в Санкт-Петербургской филармонии.

## Награды
В 2008 стал лауреатом II открытого фестиваля конкурса Soli Deo Gloria (Римско-католический храм Непорочного зачатия Пресвятой Девы Марии в г. М.), третья премия.
В 2009 ему был вручён специальный приз Веры Таривердиевой «Вера. Надежда. Любовь» на X юбилейном Междунар. конкурсе органистов им. М. Таривердиева (г. Калининград).
Награжден дипломом «Лучший музыкант года» от Государственного комитета Республики Абхазия по делам молодежи и спорту (2013).
Заслуженный артист Республики Абхазия (2017).